# Hechtia argentea
Espèce
Classification phylogénétique
Hechtia argentea est une espèce de plantes de la famille des Bromeliaceae, endémique du Mexique.